# 横浜道
| 江戸時代（1860年頃）の新田間橋付近と、現代の新田間橋付近（2019年4月撮影）右側が岡野新田  |  | 江戸時代（1860年頃）の新田間橋付近と、現代の新田間橋付近（2019年4月撮影）右側が岡野新田 |
| 江戸時代（1860年頃）の新田間橋付近と、現代の新田間橋付近（2019年4月撮影） 右側が岡野新田 |  |                                                                                         |

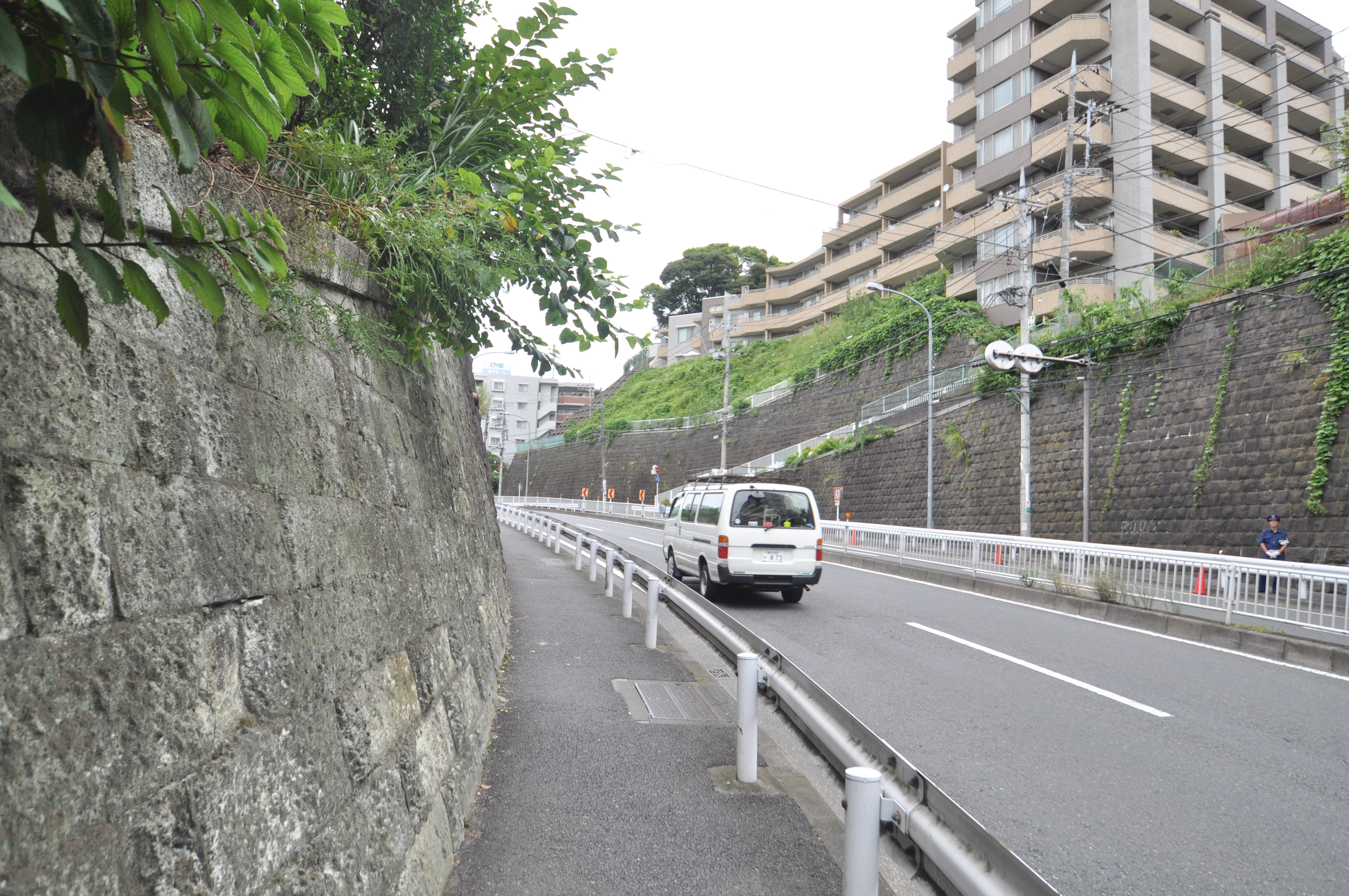
野毛の切通し

横浜道（よこはまみち）は、幕末、横浜開港に際して、東海道と横浜港を結ぶために現在の神奈川県横浜市西区・中区に造られた街道。

## 概要
1858年に日米修好通商条約が結ばれ、翌1859年に神奈川を開港することが決められた。しかし徳川幕府は東海道で栄えた神奈川宿に港ができて異人が入ることを恐れ、対岸の横浜村（現在の関内付近）に開港することにし、横浜を神奈川の一部だと強弁することにした。
当時、神奈川・横浜間の交通は不便であった。帷子川河口部の岡野新田・平沼新田や、大岡川下流部の吉田新田・太田屋新田は埋め立てられていたがまだ湿地で、野毛山の東側もすぐ海（現在の花咲町・桜木町、右の絵で右上の崖のあたり）であり、道らしい道はなかった。そのため海路か、陸路ならば程ヶ谷宿から井土ヶ谷を迂回するしかなかったので、幕府は神奈川と横浜を短距離で結ぶ道を造ることに決めた。経路は、神奈川宿と程ヶ谷宿の間の芝生村（現在の西区浅間町、浅間神社・浅間下交差点の近く）から、当時の海岸線に沿って新田間橋、平沼橋（現・元平沼橋）、石崎橋（現・敷島橋）を架けて道を築き、戸部村から野毛山を越える「野毛の切通し」を造り、野毛橋（現・都橋）、太田橋（現・吉田橋）を架けて現・馬車道付近を通って横浜港に至ることになった。
工事は開港のわずか3ヶ月前に始められ、施工主・勘七、工事監督・程ヶ谷宿本陣の苅部清兵衛らにより突貫工事で開港前日にやっと開通した。
1869年には下岡蓮杖により吉田橋から築地へ乗合馬車がこの道を走り始めた。1872年には乗合馬車に代わり新橋・横浜間の鉄道が開設されたが、依然道路としては重要であった。現在でもこの道の一部は新横浜通り、横浜駅根岸道路など幹線道路になっている。